# Effectif actuel du Wild du Minnesota
| No    | Nom                   | Nat. | Position      | Arrivée                       | Salaire        |
| ----- | --------------------- | ---- | ------------- | ----------------------------- | -------------- |
| +029, | Marc-André Fleury     |      | Gardien       | 2022 - Blackhawks de Chicago  | +03 500 000, $ |
| +032, | Filip Gustavsson      |      | Gardien       | 2022 - Sénateurs d'Ottawa     | +00787 500, $  |
| +002, | Calen Addison         |      | Défenseur     | 2020 - Penguins de Pittsburgh | +00795 000, $  |
| +004, | Jonathon Merrill      |      | Défenseur     | 2021 - Agent libre            | +01 200 000, $ |
| +005, | Jacob Middleton       |      | Défenseur     | 2022 - Sharks de San José     | +02 450 000, $ |
| +024, | Mathew Dumba – A      |      | Défenseur     | 2012 - Repêchage              | +06 000 000, $ |
| +025, | Jonas Brodin          |      | Défenseur     | 2011 - Repêchage              | +06 000 000, $ |
| +033, | Alex Goligoski        |      | Défenseur     | 2021 - Agent libre            | +02 000 000, $ |
| +046, | Jared Spurgeon – C    |      | Défenseur     | 2010 - Agent libre            | +07 575 000, $ |
| +059, | Andrej Sustr          |      | Défenseur     | 2022 - Agent libre            | +00750 000, $  |
| +012, | Matthew Boldy         |      | Ailier gauche | 2019 - Repêchage              | +00880 833, $  |
| +013, | Sam Steel             |      | Centre        | 2022 - Agent libre            | +00825 000, $  |
| +014, | Joel Eriksson Ek      |      | Centre        | 2015 - Repêchage              | +05 250 000, $ |
| +017, | Marcus Foligno – A    |      | Ailier gauche | 2017 - Sabres de Buffalo      | +03 100 000, $ |
| +018, | Jordan Greenway       |      | Ailier gauche | 2015 - Repêchage              | +02 100 000, $ |
| +021, | Brandon Duhaime       |      | Ailier droit  | 2021 - Repêchage              | +00750 000, $  |
| +023, | Marco Rossi           |      | Centre        | 2020 - Repêchage              | +00863 333, $  |
| +026, | Connor Dewar          |      | Centre        | 2018 - Repêchage              | +00800 000, $  |
| +036, | Mats Zuccarello Aasen |      | Ailier droit  | 2019 - Agent libre            | +06 000 000, $ |
| +038, | Ryan Hartman          |      | Ailier droit  | 2019 - Stars de Dallas        | +01 700 000, $ |
| +075, | Ryan Reaves           |      | Ailier droit  | 2022 - Rangers de New York    | +01 750 000, $ |
| +089, | Frédérick Gaudreau    |      | Centre        | 2021 - Agent libre            | +01 200 000, $ |
| +097, | Kirill Kaprizov       |      | Ailier gauche | 2015 - Repêchage              | +09 000 000, $ |

1. ↑  Effectif du Wild du Minnesota sur wild.nhl.com
2. ↑  (en) « Minnesota Wild Salary Cap by Year », sur www.spotrac.com (consulté le 18 décembre 2016).
3. ↑  (en) « Effectif actuel du Wild du Minnesota », sur Eliteprospects.com
4. ↑  (en) « Minnesota Wild », sur www.capfriendly.com (consulté le 19 avril 2022).